# Pseudicius tamaricis
Pseudicius tamaricis är en spindelart som beskrevs av Simon 1885. Pseudicius tamaricis ingår i släktet Pseudicius och familjen hoppspindlar. Inga underarter finns listade i Catalogue of Life.